# Hatalov
Hatalov este o comună slovacă, aflată în districtul Michalovce din regiunea Košice. Localitatea se află la altitudinea de 99 m deasupra n.m., se întinde pe o suprafață de 8,63 km2 și în 2017 număra 756 de locuitori.

## Istoric
Localitatea Hatalov este atestată documentar din 1278.

## Demografie
| An:                | 1994 | 2004   | 2014   | 2024   |
| ------------------ | ---- | ------ | ------ | ------ |
| Număr de persoane: | 820  | 756    | 747    | 730    |
| Diferență:         |      | −7,80% | −1,19% | −2,27% |

| An:                | 2023 | 2024   |
| ------------------ | ---- | ------ |
| Număr de persoane: | 728  | 730    |
| Diferență:         |      | +0,27% |